# Associazione Sportiva Roma 2018-2019 (femminile)
Questa voce raccoglie le informazioni riguardanti la squadra femminile dell'Associazione Sportiva Roma nelle competizioni ufficiali della stagione 2018-2019.

## Stagione
Quella del 2018-2019 è la prima stagione in Serie A per la prima squadra femminile della Roma, Sebbene la AS Roma avesse una sezione femminile nel proprio settore giovanile già dal 2015,, la prima squadra è stata costituita solo il 1º luglio 2018 grazie alla possibilità offerta dalla Federazione Italiana Giuoco Calcio (FIGC) ai club professionistici maschili di acquisire società dilettantistiche femminili: il club capitolino ha rilevato il titolo sportivo della Res Roma, nel frattempo disimpegnatasi dall'attività, permettendo alle neonate Giallorosse di iscriversi direttamente alla Serie A. Il 10 dicembre 2018 la sede sociale viene trasferita all'Eur, in viale Tolstoj, 4: questa presenta l'ufficio commerciale, marketing, amministrativo e ticketing e si sviluppa su tre piani.
Alla guida tecnica della squadra viene scelta Elisabetta Bavagnoli, mentre Sebino Nela viene nominato dirigente della società per la prima squadra femminile. Come capitano della squadra viene nominata Elisa Bartoli, messa sotto contratto dopo l'esperienza alla Fiorentina. Della rosa, comunicata il 21 luglio 2018, fanno parte sette calciatrici che nella stagione precedente avevano fatto parte della rosa della Res Roma, tra le quali Rosalia Pipitone, portiere titolare delle cinque stagioni della Res in Serie A. Le giallorosse mettono sotto contratto la nazionale elvetica Vanessa Bernauer, proveniente dal Wolfsburg, l'inglese Emma Lipman dal Verona Women e Federica Di Criscio, reduce dall'esperienza al Brescia e già facente parte della nazionale italiana. La rosa è stata arricchita anche da due giovani calciatrici che si erano messe in evidenza nelle stagioni precedenti: Agnese Bonfantini con l'Inter Milano e Annamaria Serturini con Brescia e Pink Sport Time.
La stagione ha preso il via ufficialmente il 22 settembre 2018 con la prima partita del campionato di Serie A, disputata in trasferta a San Polo d'Enza contro il Sassuolo e persa per 3-2. La sfida seconda giornata, che avrebbe segnato l'esordio in casa presso lo stadio Tre Fontane, contro il Tavagnacco era stata rinviata per gli impegni della nazionale under-19, così che l'esordio in casa è avvenuto il 21 ottobre 2018 con la partita valida per la quarta giornata di campionato e persa per 0-4 contro la Juventus, campione in carica. Dopo aver perso le prime tre partite in campionato, le giallorosse ottennero la prima vittoria e i primi punti contro la Florentia per 2-1 nella quinta giornata. A questa seguirono il pareggio nel recupero contro il Tavagnacco e tre vittorie consecutive che portarono la Roma a metà classifica. Il girone di andata è stato concluso con un pareggio casalingo a reti inviolate contro la Fiorentina, portando a 17 i punti conquistati e col quinto posto in classifica. Nel frattempo, l'8 dicembre 2018 la Roma aveva fatto il suo esordio in Coppa Italia direttamente negli ottavi di finale, superando in trasferta in gara secca le bergamasche dell'Orobica per 3-1 in rimonta E pochi giorni prima era stata messa sotto contratto l'attaccante giamaicana Allyson Swaby
Il girone di ritorno della Serie A si è aperta con le capitoline vittoriose nelle prime tre gare, compreso un 5-0 in casa del Tavagnacco. Il 30 gennaio 2019 ebbe luogo il primo derby cittadino della AS Roma femminile contro la Roma CF, che rappresenta anche l'academy della stessa AS Roma La partita, valida per l'andata dei quarti di finale della Coppa Italia e disputata al centro sportivo Certosa, vide l'AS Roma vincere per 6-3 in rimonta dopo essere andata sotto per due volte nel primo tempo La domenica successiva le giallorosse persero contro la Juventus per 1-0, ma seppero rifarsi nelle due giornate successive con due vittorie, con le quali consolidarono il quarto posto in classifica prima della sosta per consentire le partite della nazionale. Nel mese di sosta del campionato tra il 16 febbraio e il 16 marzo 2019 la Roma ha disputato il ritorno contro la Roma CF, vincendo per 3-1 ed accedendo alle semifinali della Coppa Italia, e l'andata delle semifinali contro la Fiorentina, pareggiata in casa con una rete per parte. Alla ripresa del campionato la Roma vinse in casa del ChievoVerona Valpo per 5-0, in quella che è risultata essere l'ultima vittoria in campionato delle giallorosse. A questa seguirono due sconfitte, contro Mozzanica e Milan e un pareggio casalingo contro la Pink Sport Time, che, comunque, non intaccarono il quarto posto in classifica. Il 17 aprile 2019 la Roma ha perso per 2-0 la partita di ritorno delle semifinali della Coppa Italia contro la Fiorentina, venendo così eliminata dalla competizione a un passo dalla finale Tre giorni dopo, il 20 aprile, la sfida si è ripetuta per la ventiduesima e ultima giornata di campionato, vinta, anche questa volta, dalla Viola per 2-1 Il campionato si chiude per la squadra giallorossa al 4º posto a quota 36 punti, frutto di 11 vittorie, 3 pareggi e 8 sconfitte in 22 gare.

## Divise e sponsor
Lo sponsor tecnico è Nike, il back sponsor in campionato e nelle coppe nazionali è Hyundai; infine le squadre giovanili presentano Linkem come jersey sponsor.
La divisa primaria della Roma è costituita da maglia rossa con colletto giallo, pantaloncini rossi e calzettoni gialli con banda orizzontale rossa. La seconda divisa è interamente grigia, ad eccezione dei calzettoni (più chiari con banda grigia) e di una fascia giallorossa verticale posteriore nel colletto, nella quale è presente anche il "lupetto" di Piero Gratton. Il 31 agosto 2018 viene presentata la terza divisa, costituita da maglia gialla decorata con la cartina di Roma, pantaloncini gialli e calzettoni rossi bordati di giallo.
| Casa | Trasferta | Terza divisa |

Sono disponibili quattro divise per portieri: una nera con decorazioni rosa e verdi, una gialla con decorazioni nere e verdi, una viola con decorazioni verde fluorecente, una verde con dettagli arancioni e neri.
| 1ª portiere | 2ª portiere | 3ª portiere | 4ª portiere |

## Organigramma societario
Di seguito l'organigramma societario.
Area direttiva
- Presidente: James Pallotta
- Vicepresidente esecutivo: Mauro Baldissoni
- Amministratore delegato: Umberto Gandini (fino al 27 settembre 2018)
- Chief Executive officer: Guido Fienga
- Consiglieri: Charlotte Beers, Gianluca Cambareri, Richard D'Amore, John Galantic, Paul Edgerley, Stanley Gold, Mia Hamm, Cristina Mazzamuro, Benedetta Navarra, Cam Neely, Barry Sternlicht, Alba Tull
- Presidente del collegio sindacale: Claudia Cattani
- Sindaci effettivi del collegio sindacale: Massimo Gambini, Pietro Mastrapasqua
- Sindaci supplenti del collegio sindacale: Riccardo Gabrielli, Manuela Patrizi

Area tecnica
- Allenatore: Elisabetta Bavagnoli
- Vice allenatore: Leonardo Montesano
- Collaboratore: Riccardo Ciocchetti
- Mauro Patrizi: Preparatore portieri
- Medico sociale: Paola Sbriccoli
- Fisioterapista: Andrea Mangino
- Magazziniere: Stefano Corti
- Team manager: Ilaria Inchingolo
- Segretario: Andrea Rubiolo
- Direttore organizzativo: Carlo Stigliano

## Rosa
Di seguito la rosa.
| N. |                        | Ruolo | Calciatrice              |
| -- | ---------------------- | ----- | ------------------------ |
| 1  | Italia (bandiera)      | P     | Valentina Casaroli       |
| 2  | Inghilterra (bandiera) | D     | Emma Lipman              |
| 4  | Italia (bandiera)      | D     | Angelica Soffia          |
| 5  | Germania (bandiera)    | D     | Jenny Bitzer             |
| 6  | Italia (bandiera)      | D     | Federica Di Criscio      |
| 7  | Italia (bandiera)      | C     | Flaminia Simonetti       |
| 8  | Italia (bandiera)      | C     | Manuela Coluccini        |
| 9  | Italia (bandiera)      | A     | Maria Zecca              |
| 10 | Svizzera (bandiera)    | C     | Vanessa Bernauer         |
| 11 | Italia (bandiera)      | A     | Luisa Pugnali            |
| 13 | Italia (bandiera)      | D     | Elisa Bartoli (capitano) |
| 14 | Italia (bandiera)      | D     | Eleonora Cunsolo         |

| N. |                     | Ruolo | Calciatrice                      |
| -- | ------------------- | ----- | -------------------------------- |
| 15 | Italia (bandiera)   | A     | Annamaria Serturini              |
| 16 | Italia (bandiera)   | D     | Claudia Ciccotti                 |
| 17 | Italia (bandiera)   | D     | Camilla Labate                   |
| 18 | Italia (bandiera)   | A     | Martina Piemonte                 |
| 20 | Italia (bandiera)   | C     | Giada Greggi                     |
| 21 | Italia (bandiera)   | P     | Rosalia Pipitone (vice capitano) |
| 22 | Italia (bandiera)   | A     | Agnese Bonfantini                |
| 23 | Islanda (bandiera)  | C     | Kristrún Rut Antonsdóttir        |
| 24 | Italia (bandiera)   | D     | Heden Corrado                    |
| 25 | Giamaica (bandiera) | D     | Allyson Swaby                    |
| 28 | Giamaica (bandiera) | A     | Trudi Carter                     |
|    | Romania (bandiera)  | P     | Katia Ghioc                      |

## Calciomercato
Di seguito il calciomercato.

### Sessione estiva(dal 1º luglio al 31 agosto)
| Acquisti | Acquisti                  | Acquisti                 | Acquisti |
| R.       | Nome                      | da                       | Modalità |
| -------- | ------------------------- | ------------------------ | -------- |
| C        | Kristrún Rut Antonsdóttir | Chieti                   | -        |
| D        | Elisa Bartoli             | Fiorentina               | -        |
| C        | Vanessa Bernauer          | Wolfsburg                | -        |
| D        | Jenny Bitzer              | Duhram University        | -        |
| A        | Agnese Bonfantini         | Inter Milano             | -        |
| A        | Trudi Carter              | South Florida University | -        |
| P        | Valentina Casaroli        | Roma CF                  | -        |
| D        | Claudia Ciccotti          | Res Roma                 | -        |
| C        | Manuela Coluccini         | Res Roma                 | -        |
| D        | Heden Corrado             | Res Roma                 | -        |
| D        | Eleonora Cunsolo          | Grifone                  | -        |
| C        | Federica Di Criscio       | Brescia                  | -        |
| P        | Katia Ghioc               | Le Mole                  | -        |
| C        | Giada Greggi              | Res Roma                 | -        |
| D        | Camilla Labate            | Res Roma                 | -        |
| D        | Emma Lipman               | AGSM Verona              | -        |
| A        | Martina Piemonte          | Siviglia                 | -        |
| P        | Rosalia Pipitone          | Res Roma                 | -        |
| A        | Luisa Pugnali             | San Zaccaria             | -        |
| A        | Annamaria Serturini       | Pink Sport Time          | -        |
| C        | Flaminia Simonetti        | Res Roma                 | -        |
| A        | Maria Zecca               | -                        | -        |

| Cessioni | Cessioni | Cessioni | Cessioni |
| R.       | Nome     | a        | Modalità |
| -------- | -------- | -------- | -------- |

### Operazioni esterne alle sessioni
| Acquisti | Acquisti      | Acquisti | Acquisti   |
| R.       | Nome          | da       | Modalità   |
| -------- | ------------- | -------- | ---------- |
| D        | Allyson Swaby |          | definitivo |

| Cessioni | Cessioni                  | Cessioni             | Cessioni   |
| R.       | Nome                      | a                    | Modalità   |
| -------- | ------------------------- | -------------------- | ---------- |
| C        | Kristrún Rut Antonsdóttir | Avaldsnes Idrettslag | definitivo |

## Risultati

### Serie A

#### Girone di andata
| Arbitro: | Marco Emmanuele (Pisa) |

|                                                       |           |                                   |
| Iannella 11’ (rig.) Ferrato 22’ Di Criscio 74’ (aut.) | Marcatori | 59’ (rig.) Serturini 80’ Piemonte |

| Arbitro: | Emanuele Bracaccini (Macerata) |

|                             |           |                       |
| Bartoli 80’ Simonetti 90+1’ | Marcatori | 60’ Eržen 65’ Zuliani |

| Arbitro: | Stefano Nicolini (Brescia) |

|         |           |  |
| Rus 31’ | Marcatori |  |

| Arbitro: | Alberto Ruben Arena (Torre del Greco) |

|  |           |                                 |
|  | Marcatori | 27’ Glionna 68’, 74’, 86’ Aluko |

| Arbitro: | Gabriele Scatena (Avezzano) |

|                         |           |                             |
| Vicchiarello 84’ (rig.) | Marcatori | 45’ Ciccotti 65’ Bonfantini |

| Arbitro: | Giovanni Sanzo (Agrigento) |

|                                                    |           |  |
| Di Criscio 12’ Bonfantini 23’ Serturini 61’ (rig.) | Marcatori |  |

| Arbitro: | Marino Rinaldi (Messina) |

|                                                                                  |           |             |
| Ciccotti 15’ Serturini 41’, 66’ Bartoli 57’ Greggi 71’ Lipman 73’ Di Criscio 77’ | Marcatori | 27’ Tarenzi |

| Arbitro: | Marco Cecchin (Bassano del Grappa) |

|  |           |                             |
|  | Marcatori | 6’ Serturini 90+2’ Piemonte |

| Arbitro: | Salvatore Morabito (Taurianova) |

|               |           |                           |
| Simonetti 31’ | Marcatori | 38’ Giacinti 46’ Sabatino |

| Arbitro: | Andrea Bianchini (Perugia) |

|  |           |                      |
|  | Marcatori | 28’ (rig.) Serturini |

| Roma 23 dicembre 2018, ore 12:30 CET 11ª giornata | Roma                     | 0 – 0 referto | Fiorentina | Stadio Tre Fontane\| Arbitro: \| Tommaso Zamagni (Cesena) \| |
| Arbitro:                                          | Tommaso Zamagni (Cesena) |               |            |                                                              |

#### Girone di ritorno
| Arbitro: | Ferrieri Caputi (Livorno) |

|                     |           |              |
| Bonfantini 70’, 79’ | Marcatori | 56’ Iannella |

| Arbitro: | Antonino Costanza (Agrigento) |

|  |           |                                                                |
|  | Marcatori | 2’ Ciccotti 15’ Greggi 48’ Serturini 72’ Pugnali 85’ Simonetti |

| Arbitro: | Graziella Pirriatore (Bologna) |

|                               |           |             |
| Serturini 56’ Simonetti 90+1’ | Marcatori | 20’ Nichele |

| Arbitro: | Gabriele Scatena (Avezzano) |

|              |           |  |
| Bonansea 64’ | Marcatori |  |

| Arbitro: | Simone Taricone (Perugia) |

|                                            |           |            |
| Swaby 16’ Bernauer 58’ Piemonte 89’ (rig.) | Marcatori | 67’ Nocchi |

| Arbitro: | Michele Delrio (Reggio Emilia) |

|                 |           |                                            |
| Assoni 74’, 82’ | Marcatori | 7’ Pugnali 64’ Bartoli 70’ (rig.) Bernauer |

| Arbitro: | Giorgio Vergaro (Bari) |

|  |           |                                                          |
|  | Marcatori | 1’ Zecca 13’, 21’ Serturini 84’ Piemonte 90+3’ Simonetti |

| Arbitro: | Valerio Crezzini (Siena) |

|  |           |                                |
|  | Marcatori | 8’ Martinovic 80’, 90+3’ Kelly |

| Arbitro: | Andrea Bordin (Bassano del Grappa) |

|                                                     |           |                           |
| Giugliano 46’ Sabatino 59’ (rig.) Giacinti 76’, 87’ | Marcatori | 72’ (aut.) Tucceri Cimini |

| Arbitro: | Gianluca Grasso (Ariano Irpino) |

|                      |           |            |
| Serturini 67’ (rig.) | Marcatori | 20’ Lázaro |

| Arbitro: | Gabriele Scatena (Avezzano) |

|                                  |           |             |
| Mauro 30’ Vigilucci 90+1’ (rig.) | Marcatori | 43’ Pugnali |

### Coppa Italia

#### Fase finale
| Arbitro: | Taricone (Perugia) |

|             |           |                                             |
| Czeczka 13’ | Marcatori | 15’ (aut.) Brasi 29’ Serturini 89’ Bernauer |

| Arbitro: | Cavaliere (Paola) |

|                                    |           |                                                                    |
| Landa 14’ Filippi 25’ Visentin 70’ | Marcatori | 24’ Piemonte 50’ Zecca 66’, 90+6’ Greggi 80’ Bartoli 87’ Coluccini |

| Arbitro: | Grasso (Ariano Irpino) |

|                                      |           |                 |
| Piemonte 5’ Bernauer 34’ Pugnali 81’ | Marcatori | 90+2’ Polverino |

| Arbitro: | Nicolini (Brescia) |

|                      |           |             |
| Serturini 83’ (rig.) | Marcatori | 80’ Bonetti |

| Arbitro: | Catanoso (Reggio Calabria) |

|                        |           |  |
| Bonetti 24’ Parisi 48’ | Marcatori |  |

## Statistiche

### Statistiche di squadra
| Competizione | Punti | In casa | In casa | In casa | In casa | In casa | In casa | In trasferta | In trasferta | In trasferta | In trasferta | In trasferta | In trasferta | Totale | Totale | Totale | Totale | Totale | Totale | DR  |
| Competizione | Punti | G       | V       | N       | P       | Gf      | Gs      | G            | V            | N            | P            | Gf           | Gs           | G      | V      | N      | P      | Gf     | Gs     | DR  |
| ------------ | ----- | ------- | ------- | ------- | ------- | ------- | ------- | ------------ | ------------ | ------------ | ------------ | ------------ | ------------ | ------ | ------ | ------ | ------ | ------ | ------ | --- |
| Serie A      | 36    | 11      | 5       | 2       | 3       | 21      | 16      | 11           | 6            | 0            | 5            | 22           | 14           | 22     | 11     | 3      | 8      | 43     | 30     | +13 |
| Coppa Italia | -     | 2       | 1       | 1       | 0       | 3       | 2       | 3            | 2            | 0            | 1            | 9            | 6            | 5      | 3      | 1      | 1      | 12     | 8      | +4  |
| Totale       | -     | 13      | 6       | 3       | 3       | 24      | 18      | 14           | 8            | 0            | 6            | 31           | 20           | 26     | 14     | 3      | 9      | 55     | 38     | +17 |

### Andamento in campionato
| Giornata  | 1 | 2 | 3 | 4 | 5  | 6 | 7 | 8 | 9 | 10 | 11 | 12 | 13 | 14 | 15 | 16 | 17 | 18 | 19 | 20 | 21 | 22 |
| --------- | - | - | - | - | -- | - | - | - | - | -- | -- | -- | -- | -- | -- | -- | -- | -- | -- | -- | -- | -- |
| Luogo     | T | C | T | C | T  | C | C | T | C | T  | C  | C  | T  | C  | T  | C  | T  | T  | C  | T  | C  | T  |
| Risultato | P | N | P | P | V  | V | V | V | P | V  | N  | V  | V  | V  | P  | V  | V  | V  | P  | P  | N  | P  |
| Posizione | 9 | 9 | 9 | 9 | 10 | 6 | 6 | 6 | 6 | 5  | 5  | 4  | 4  | 4  | 4  | 4  | 4  | 4  | 4  | 4  | 4  | 4  |

Legenda:

Luogo: C = Casa; T = Trasferta. Risultato: V = Vittoria; N = Pareggio; P = Sconfitta.

### Statistiche delle giocatrici
| Giocatore       | Serie A  | Serie A | Serie A     | Serie A    | Coppa Italia | Coppa Italia | Coppa Italia | Coppa Italia | Totale   | Totale | Totale      | Totale     |
| Giocatore       | Presenze | Reti    | Ammonizioni | Espulsioni | Presenze     | Reti         | Ammonizioni  | Espulsioni   | Presenze | Reti   | Ammonizioni | Espulsioni |
| --------------- | -------- | ------- | ----------- | ---------- | ------------ | ------------ | ------------ | ------------ | -------- | ------ | ----------- | ---------- |
| K. Antonsdóttir | 5        | 0       | 0           | 0          | 1            | 0            | 0            | 0            | 6        | 0      | 0           | 0          |
| E. Bartoli      | 22       | 3       | 5           | 0          | 4            | 1            | 0            | 0            | 26       | 4      | 5           | 0          |
| V. Bernauer     | 19       | 2       | 1           | 0          | 4            | 2            | 1            | 0            | 23       | 4      | 2           | 0          |
| J. Bitzer       | 4        | 0       | 0           | 0          | 2            | 0            | 0            | 0            | 6        | 0      | 0           | 0          |
| A. Boldrini     | -        | -       | -           | -          | -            | -            | -            | -            | -        | -      | -           | -          |
| A. Bonfantini   | 21       | 4       | 2           | 0          | 2            | 0            | 0            | 0            | 23       | 4      | 2           | 0          |
| T. Carter       | 2        | 0       | 0           | 0          | -            | -            | -            | -            | 2        | 0      | 0           | 0          |
| V. Casaroli     | 0        | 0       | 0           | 0          | 3            | -5           | 0            | 0            | 3        | -5     | 0           | 0          |
| C. Ciccotti     | 17       | 3       | 0           | 0          | 3            | 0            | 0            | 0            | 20       | 3      | 0           | 0          |
| M. Coluccini    | 9        | 0       | 0           | 0          | 2            | 1            | 0            | 0            | 11       | 1      | 0           | 0          |
| H. Corrado      | 8        | 0       | 0           | 1          | 3            | 0            | 0            | 0            | 11       | 0      | 0           | 1          |
| E. Cunsolo      | 0        | 0       | 0           | 0          | 1            | 0            | 0            | 0            | 1        | 0      | 0           | 0          |
| F. Di Criscio   | 15       | 2       | 2           | 0          | 3            | 0            | 1            | 0            | 18       | 2      | 3           | 0          |
| K. Ghioc        | -        | -       | -           | -          | -            | -            | -            | -            | -        | -      | -           | -          |
| G. Greggi       | 21       | 2       | 1           | 0          | 4            | 2            | 0            | 0            | 25       | 4      | 1           | 0          |
| C. Labate       | 12       | 0       | 1           | 0          | 2            | 0            | 0            | 0            | 14       | 0      | 1           | 0          |
| E. Lipman       | 17       | 1       | 2           | 0          | 2            | 0            | 0            | 0            | 19       | 1      | 2           | 0          |
| M. Piemonte     | 17       | 4       | 2           | 1          | 5            | 2            | 0            | 0            | 22       | 6      | 2           | 1          |
| R. Pipitone     | 22       | -30     | 0           | 0          | 2            | -3           | 0            | 0            | 24       | -33    | 0           | 0          |
| L. Pugnali      | 16       | 3       | 0           | 0          | 5            | 1            | 0            | 0            | 21       | 4      | 0           | 0          |
| A. Serturini    | 22       | 11      | 1           | 0          | 5            | 2            | 0            | 0            | 27       | 13     | 1           | 0          |
| F. Simonetti    | 17       | 5       | 2           | 0          | 4            | 0            | 0            | 0            | 21       | 5      | 2           | 0          |
| A. Soffia       | 19       | 0       | 3           | 0          | 4            | 0            | 0            | 0            | 23       | 0      | 3           | 0          |
| A. Swaby        | 9        | 1       | 1           | 0          | 5            | 0            | 0            | 0            | 14       | 1      | 1           | 0          |
| M. Zecca        | 7        | 1       | 0           | 0          | 3            | 1            | 0            | 0            | 10       | 2      | 0           | 0          |

## Giovanili

### Piazzamenti
- Primavera:
  - Campionato: finalista
- Under-15:
  - Campionato: